# مارفن بلانكو
مارفن بلانكو (بالإسبانية: Marvin Blanco) هو منافس ألعاب قوى فنزويلي، ولد في 16 يونيو 1988 في كاراكاس في فنزويلا.

## وصلات خارجية
- مارفن بلانكو على موقع الاتحاد الدولي لألعاب القوى (الإنجليزية)